# Joseph Sauveur
Joseph Sauveur (født 24. marts 1653 i La Flèche, død 9. juli 1716 i Paris) var en fransk matematiker og fysiker.
I sin skoletid forsøgte Sauveur at bruge så meget tid som muligt på at studere matematik og mekanik. Herefter tog han til Paris, hvor hans onkel indvilligede i betale for hans studie af filosofi og teologi.
Han assisterede Mariotte ved dennes forsøg, og bistod med beregninger på vandanlæg i 1681. I blev han professor i matematik ved Collège Royal. Foruden matematik studerede han især lydlære. Han opdagede de "stød", to næsten lige høje toner giver, når de klinger samtidig, gjorde en mængde forsøg over svingende strenge og blev ved disse og andre arbejder over toners svingningstal en af den nyere lydlæres grundlæggere. Blandt hans vigtigste arbejder var Principes d'acoustique et de musique (1700—01).